# Team Wiesenhof

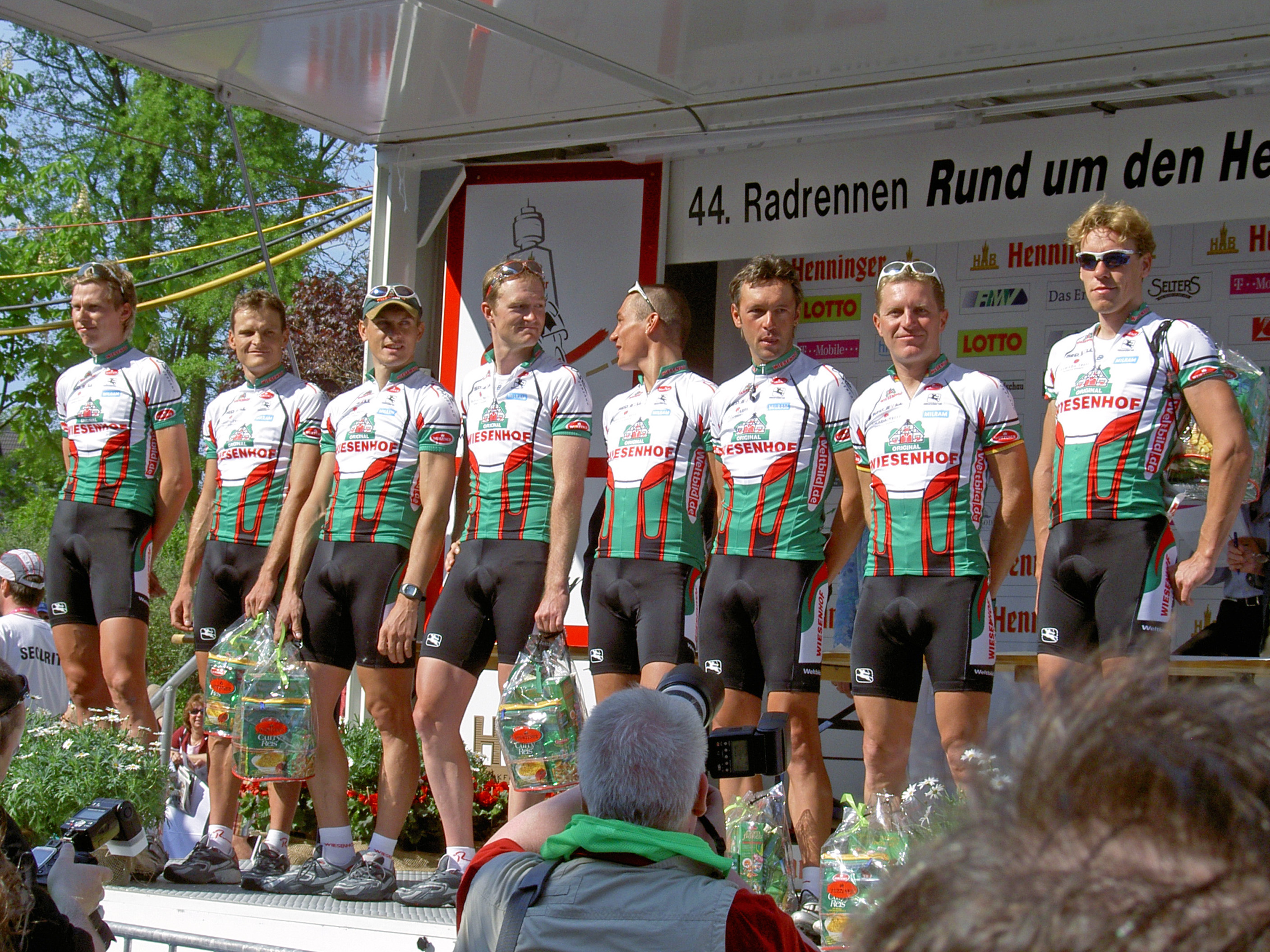
Einschreiben zum Henninger Turm Rennen 2005

Team Wiesenhof war ein deutsches Professional Continental Team.

## Geschichte
Das von Michael Schiffner geleitete Team wurde im Jahr 2001 als GS3-Team gegründet und stieg 2002 in die GS2-Kategorie auf. Im letzten Jahr seines Bestehens war das Team als UCI Professional Continental Team registriert.
Das Team startete 2005 auch beim Radklassiker Flandern-Rundfahrt und erreichte mit Kopp beim in UCI-Kategorie 1.HC eingestuften E3-Preis Flandern Platz vier. Zum Ende der Saison 2005 löste sich das Team auf, wobei ein Teil mit dem Team Domina Vacanze zu Team Milram und der andere Teil mit dem Team Akud Arnolds Sicherheit zu Team Wiesenhof-Felt fusionierte.
Der namensgebende Hauptsponsor Wiesenhof ist das größte Unternehmen der Geflügelwirtschaft in Deutschland.

## Größte Erfolge
2001
- Gesamtwertung und zwei Etappen Ringerike Grand Prix
- eine Etappe Internationale Friedensfahrt
- eine Etappe Flèche du Sud

2003
- Rund um die Hainleite
- zwei Etappen Course Cycliste de Solidarność et des Champions Olympiques
- zwei Etappen Circuit des Mines
- eine Etappe Sachsen-Tour

2004
- Rund um die Nürnberger Altstadt
- zwei Etappen Hessen-Rundfahrt
- zwei Etappen Internationale Friedensfahrt
- eine Etappe Sachsen-Tour

2005
- Rund um Köln
- eine Etappe Sachsen-Tour
- eine Etappe Bayern-Rundfahrt
- eine Etappe Giro del Capo
- eine Etappe Post Danmark Rundt

## Bekannte Fahrer
- Enrico Poitschke (2001–2005)
- René Obst (2002–2005)
- Jens Heppner (2003–2005)
- Lars Wackernagel (2003–2005)
- Christian Knees (2004–2005)
- André Greipel (2005)
- Steffen Radochla (2005)
- David Kopp (2005)